# Батал џамија
Батал џамија (до 1789. године Ејнехан-бегова џамија) налазила се на месту данашњег Дома Народне скупштине у Београду, за време Османског царства.

## Историја
Римски остаци на овом простору су гробови и водовод. Некропола се налазила поред пута Сингидунум – Виминацијум, једна концентрација гробова се налазила између улица Нушићеве и Влајковићеве, Булевара и Светогорске; позади Скупштине између Косовске и Мајке Јевросиме; два саркофага су пронађена на месту саме Скупштине; гробова је у мањој густини било и према Ташмајдану. У истраживању у парку према Влајковићевој 2023. пронађен је водовод за који се претпоставља да је неки огранак, могуће до Ташмајдана. Пронађено је и 14 гробова из 3. и 4. века - укопа, озиданих циглама или камених саркофага.
Верује се да је џамију саградио, средином девете деценије XVI века (око 1585. године) београдски назор Ејнехан-бег. У време Мехмеда Четвртог сматрала се највећом и најлепшом грађевином у Србији, а путописци су је упоређивали са Аја Софијом. Поред ње је било турско гробље на коме су сахрањивани виђенији Турци.
У нападу Аустријанаца на Београд 1717. године, које је предводио Еуген Савојски, Ејнехан-бегова џамија се налазила на линији борби. Сматра се да је тада први пут оштећена.
За време друге аустријске окупације Београда (1717—1739) ова џамија је била претворена у складиште униформи регименте принца Александра Виртембершког. Многе друге џамије су биле претворене у цркве различитих хришћанских редова, трговине или боравишта. Након победе Турака над Аустријанцима, код Гроцке 1739. године и њиховог поновног повратка у Београд, приступило се поправкама оштећених џамија. Ејнехан-бегова џамија је поправљена тек 1766. године.
У борбама за Београд, 1789. године, џамија је била прилично оштећена и тада се по први пут спомиње Батал-џамија (тур: батал - напуштена). Турци су је, као монументални објекат, користили за одбрану, а главнокомандујући аустријских трупа, маршал Лаудон, је према њеном минарету усмеравао и одређивао правце напада на град. Аустријанци су тада по трећи пут од Турака преузели Београд и задржали се у њему свега две године.
У борбама за ослобођење Београда у Првом српском устанку 1806. године, Турци су са Батал-џамије пружали отпор устаницима који су се били ушанчили на Ташмајдану. Током тих борби Батал-џамија је била доста оштећена, као и многе друге џамије у Београду. За време Другог српског устанка, устаници су у џамији држали своје истурене страже према Београду и с њених рушевина контролисали дунавску стражу Београда и Видин капију. Српски устаници су је и у првом и у другом устанку рушили, па је ту настала Марвена (сточна) пијаца. Она је чишћена на Велику суботу.
Према причању Анастаса Јовановића, београдски паша је намеравао послати низаме на егзерцир до Батал-џамије, пошто је Калемегдан био обрастао у коров. Када је то јављено Милошу у Крагујевац, наредио је да се простор око џамије што пре пооре, а паши је јавио да низами имају довољно простора на Калемегдану и не треба да газе "плодне њиве". Милош је затим наредио да се Савамала пресели овамо.
Београдски везир, Јусуф-паша, имао је намеру да поправи Батал-џамију. Јусуф-паша је о томе обавијестио кнеза Милоша, 20. јуна 1836. године, напоменувши да је: „... инџинир Етхем-беј, видио је како стока улази у ову џамију, због чега су јој зазидана врата...“
Кнез Милош није дозволио оправку наводећи да је Врачар у српским рукама. Кнез Милош је мислио да се поправком Батал-џамије тежи проширењу турске власти изван граница београдске вароши, а имао је хатишериф по коме је сва земља ван вароши била у надлежности Срба. Ни послије дужих преговора и ургенција из Цариграда џамија није поправљена. Међутим, Батал-џамија је и даље привлачила пажњу домаћих и страних путника који су пролазили кроз Београд.
Усред хришћанског Београда стајала је до 1878. године Батал-џамија као неоспорно најлепша турска грађевина у Српском вилајету, усамљена и величанствена, као да жали за сјајним данима Полумесеца којег се још сјећала. Истичући се над околином својом масивношћу, њен квадратни централни део од мркооксидисаног пешчара прелазио је на половини висине у осмоугао који је носио горду куполу. Уз јужну фасаду се, такође, са осмостраног пиједестала, уздизало китњасто, витко минаре, са кога је надалеко одјекивао позив верницима на молитву, а Лаудон је помоћу њега одредио правац напада на оближњу тврђаву. Кад је Карађорђе освојио Београд, шерефе и врх минарета су се сручили са своје горде висине, а централни део је, пркосећи зубу времена, остао постојан, изузев насилно разваљеног главног портала. Кроз двадесет прозора са шиљатим луковима продирала је сунчана светлост у унутрашњи простор, од чијих осам китњастих ребрастих лукова, на које се ослања купола, четири, као носачи пандатифе који образују свод, имају и конструктивну функцију. Спољни закошени трапези, посредници при преласку из квадрата ка осмокутном тамбуру, били су с унутрашње стране света на којој се налази Мека, украшени грациозним висуљцима, како се то види и на мојој скици коју сам радио 1860. године.— Феликс Каниц
Управник Библиотеке Јанко Шафарик је имао идеју да се Батал-џамија претвори у Српски народни музеј. Кнез Михаило је говорио да би је ваљало оправити и у њој сместити Државну архиву. Међутим, убрзо након одласка Турака Османлија (1867. године), стара Батал џамија је 1869. (или 1878) године, по наређењу намесника Блазнавца, сравњена са земљом. На месту некадашње Батал џамије, подигнута је зграда Савезне скупштине, чији је први пројекат израдио Константин Јовановић 1891. године а чија градња се протегла од 1907. од 1936.
Пре Првог светског рата, у низу зградица, између Влајковићеве и Скупштине, налазила се гимназија на Батал-Џамији. У 1923. помиње се студентски дом на Батал-џамији. Ове трошне зграде су уклоњене 1943. ради проширења Влајковићеве. Блок већих зграда између Аграрне банке (дан. Музеј Србије) и скупштине је предвиђен за рушење још 1937. Трамвајска линија Београд-Земун је тада имала терминус испред Скупштине.

## Архитектура
Архитектура Батал-џамије се умногоме разликовала од ондашњих београдских џамија. Монументално саграђена од тесаног камена-пешчара, који је временом добио црвенкасто-сиву боју, она је била хармоничних пропорција, осветљена са двадесет прозора. Прозори су се завршавали шиљатим луковима. У зидове тамбура нису били уграђени прозори. Дужина спољашње стране објекта била је око 15,00 m, а висина је износила до врха куполе око 18,00 m.
Улаз у џамију налазио се са северне стране. Претпоставља се да се испред улаза у џамију, раније, налазио трем са ступовима и куполицама. Минарет је био изграђен на осмостраном пиједесталу, од истог камена као и зидови џамије, са китњасто обрађеним каменим елементима са доње стране шерефе, док је по целој висини имао удубљења-канелуре. По расположивим скицама и цртежима (Ф. Каница и К. Јовановића) да се закључити да је декорација унутрашњих површина била врло богато урађена. При врху михраба (нише) био је, у камену, израђен украс у облику сталактита, који је вероватно био и обојен. Изнад михраба, истицали су се повијени, шиљати конструктивни и декоративни лукови, израђени од наизменично нанизаних камених блокова, тамних и светлих.